# Ahmed Abdelbaki
Ahmed Abdelbaki (ar. احمد عبدالباقي; ur. 1 lutego 1952 w Al-Minja) – egipski piłkarz grający na pozycji prawego obrońcy. W swojej karierze grał w reprezentacji Egiptu.

## Kariera klubowa
Swoją karierę piłkarską Abdelbaki rozpoczął w klubie El Minya SC. Grał w nim do 1971 roku i wtedy też przeszedł do Al-Ahly Kair. Grał w nim do 1979 roku, czyli do końca swojej kariery. Wywalczył z nim cztery tytuły mistrza Egiptu w sezonach 1974/1975, 1975/1976, 1976/1977 i 1978/1979. Zdobył też Puchar Egiptu w sezonie 1977/1978.

## Kariera reprezentacyjna
W 1976 roku Abdelbaki został powołany do reprezentacji Egiptu na Puchar Narodów Afryki 1976. Na tym turnieju zagrał jeden mecz, grupowy z Gwineą (1:1). Z Egiptem zajął w nim 4. miejsce.